# Fullersta
Fullersta är en kommundel i Huddinge kommun, Stockholms län vars bebyggelse ingår i tätorten Stockholms tätort. Ytan är 4,1 kvadratkilometer och antalet invånare är 7 715 (2019). Fullersta bildades i samband med Huddinges kommundelsreform 2018. Innan dess var Fullersta ett delområde i dåvarande kommundelen Sjödalen-Fullersta.

## Namnet
Äldre skrivningar är Fullestum (1369), Fullistum (1441) och Fullista (1535). Tolkningen av namnet har varit delat. Enligt en uppfattning härrör förleden full från den närbelägna ån (Fullerstaån)
som på vårtiden kunde föra större vattenmängder från sjön Gömmaren till Trehörningen. Slutledet sta(d) antyder en bosättning som enligt forntida fynd kan har funnits sedan folkvandringstiden för cirka 1500 år sedan.

## Historik

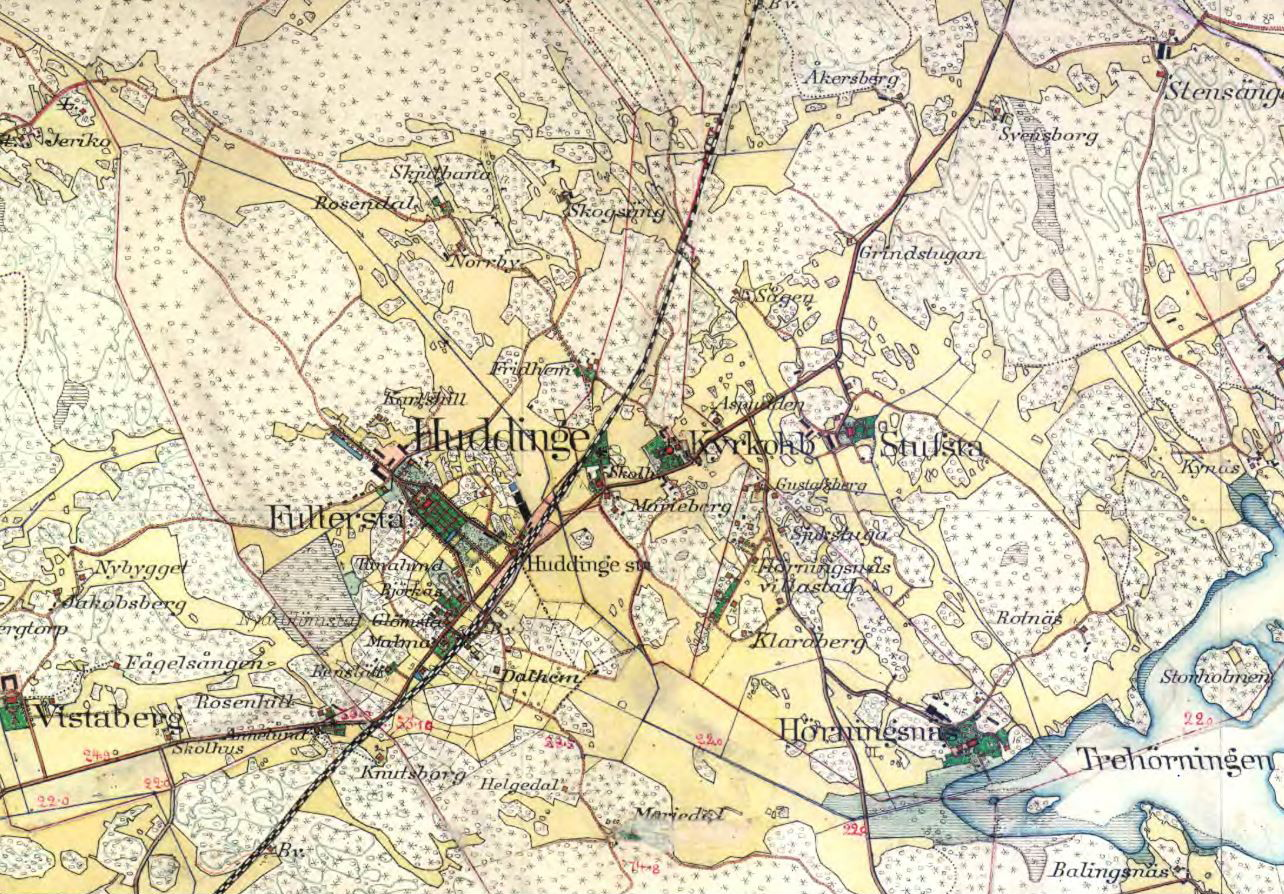
Karta över Huddinge socken från 1901-1906 med Fullersta och Fullersta gård.

Fullerstas tidiga historia är intimt förknippad med  Fullersta gårds historia. I skrivna källor återfinns "Fullersta" första gången år 1356. Då bestod byn Fullersta av fyra hemman. År 1656 blev det till ett säteri genom häradshövdingen Åke Wrång. Bland senare ägare märks godsägaren Pehr Pettersson (“Patron Pehr”) som 1848 förvärvade egendomen och 1850 lät uppföra nuvarande gårdsbyggnad. 
I början av 1900-talet tog exploateringen för villatomter fart då Fullersta såldes som spekulationsobjekt. Bland dem fanns ägaren till Fullersta gård, Carl-Erik Lindell, som var den siste ägaren som utnyttjade gården som jordbruk. Han lade ner jordbruket och började 1902 sälja "Vackra tomter för villor och egna hem" vid Huddinge järnvägsstation under beteckningen Huddinge villastad. I den delen som idag kallas Fullersta skedde några snabba ägarbyten innan AB Upplandshem tog över försäljningen.
År 1918 upprättades en stadsplan för området av arkitekt Arvid Stille. Planen, som omfattade 52 ha och 208 byggnadstomter, präglas enligt tidens ideal av ett stort hänsynstagande till topografin och den befintliga miljöns karaktär. Hans stadsplan genomfördes dock inte helt. Fullersta var municipalsamhälle från 1 januari 1924 till 31 december 1946, då det införlivades i Huddinge municipalsamhälle.

## Bilder

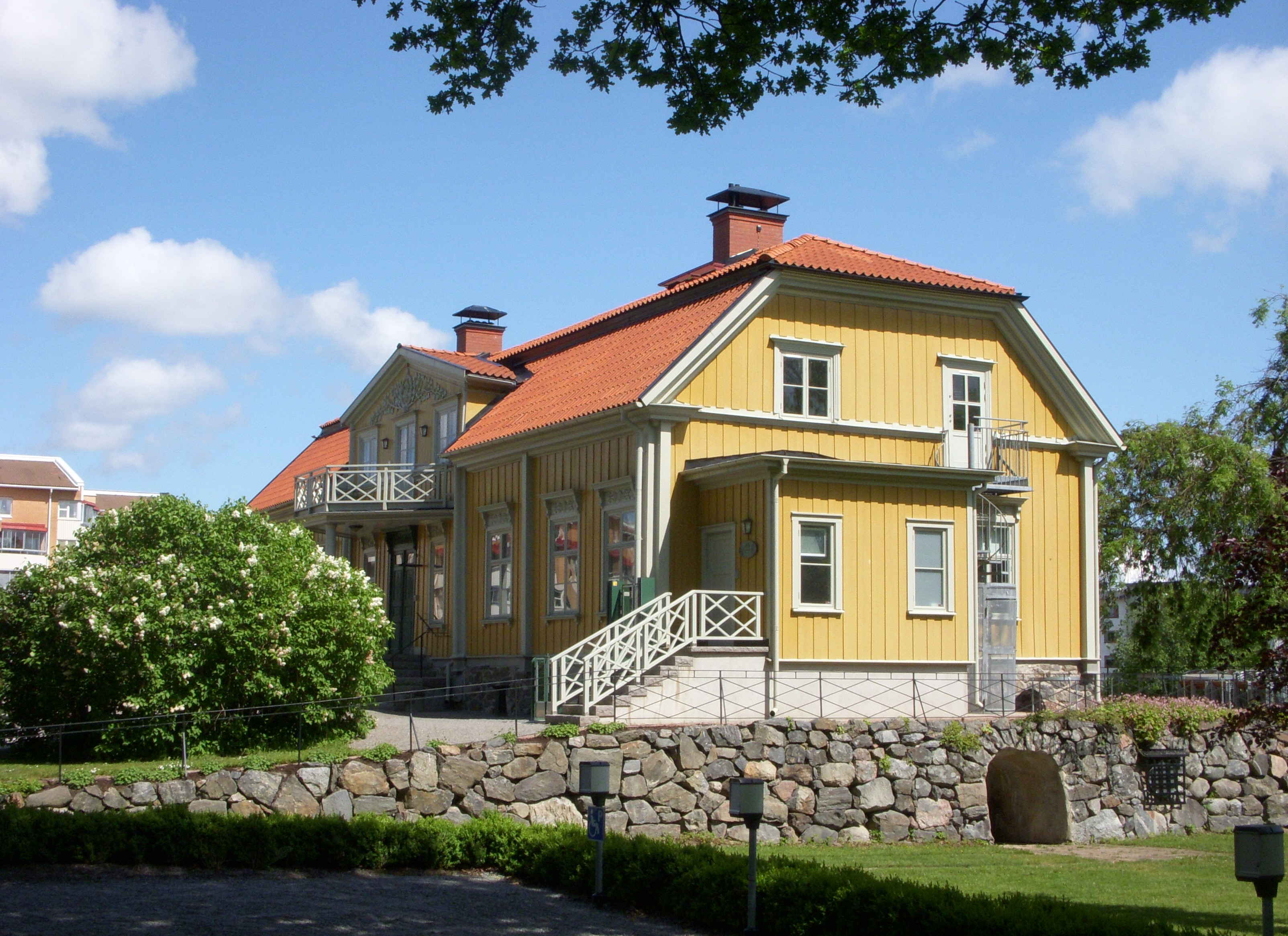
Fullersta gård från 1854
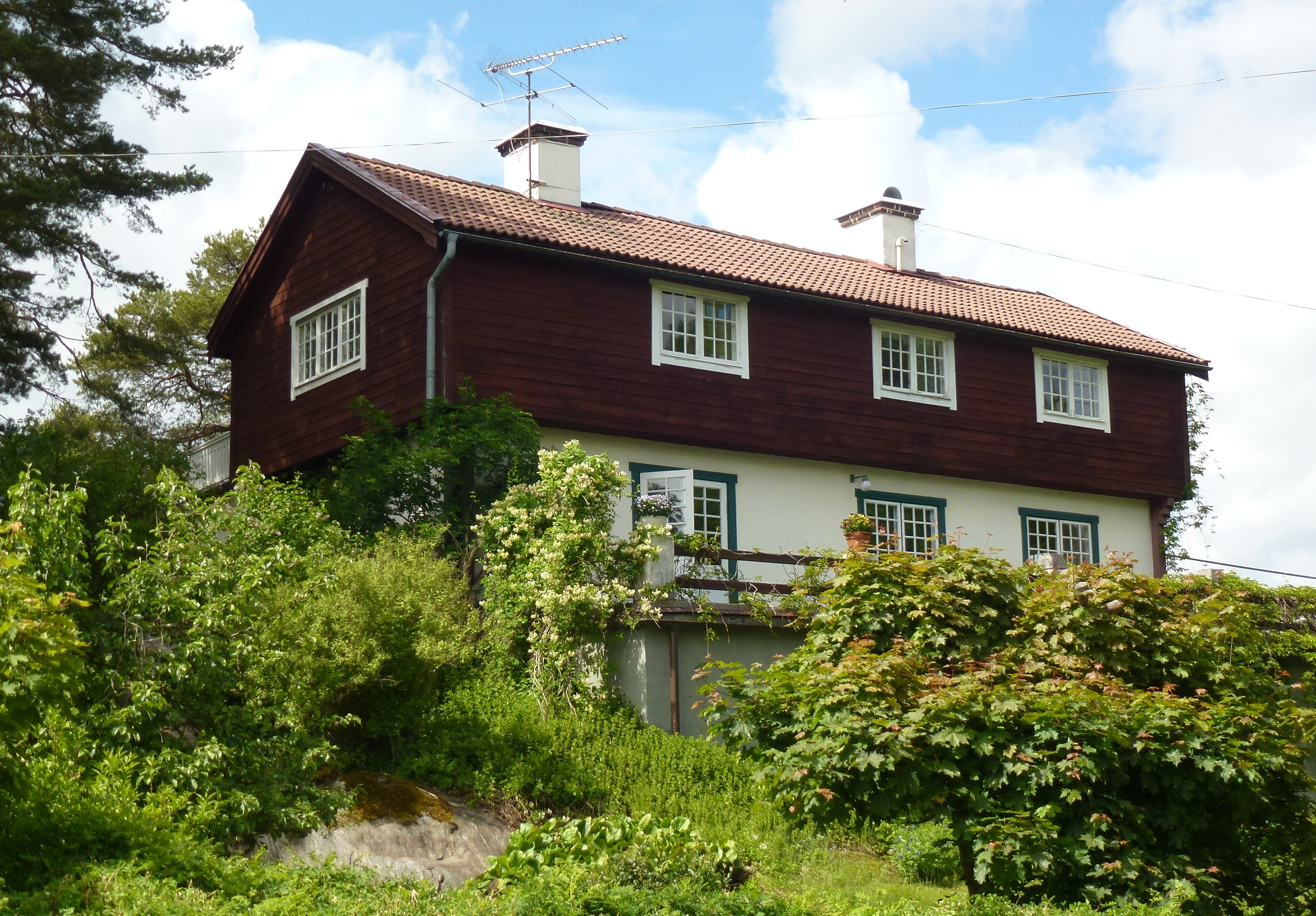
Fullerstas äldre villabebyggelse
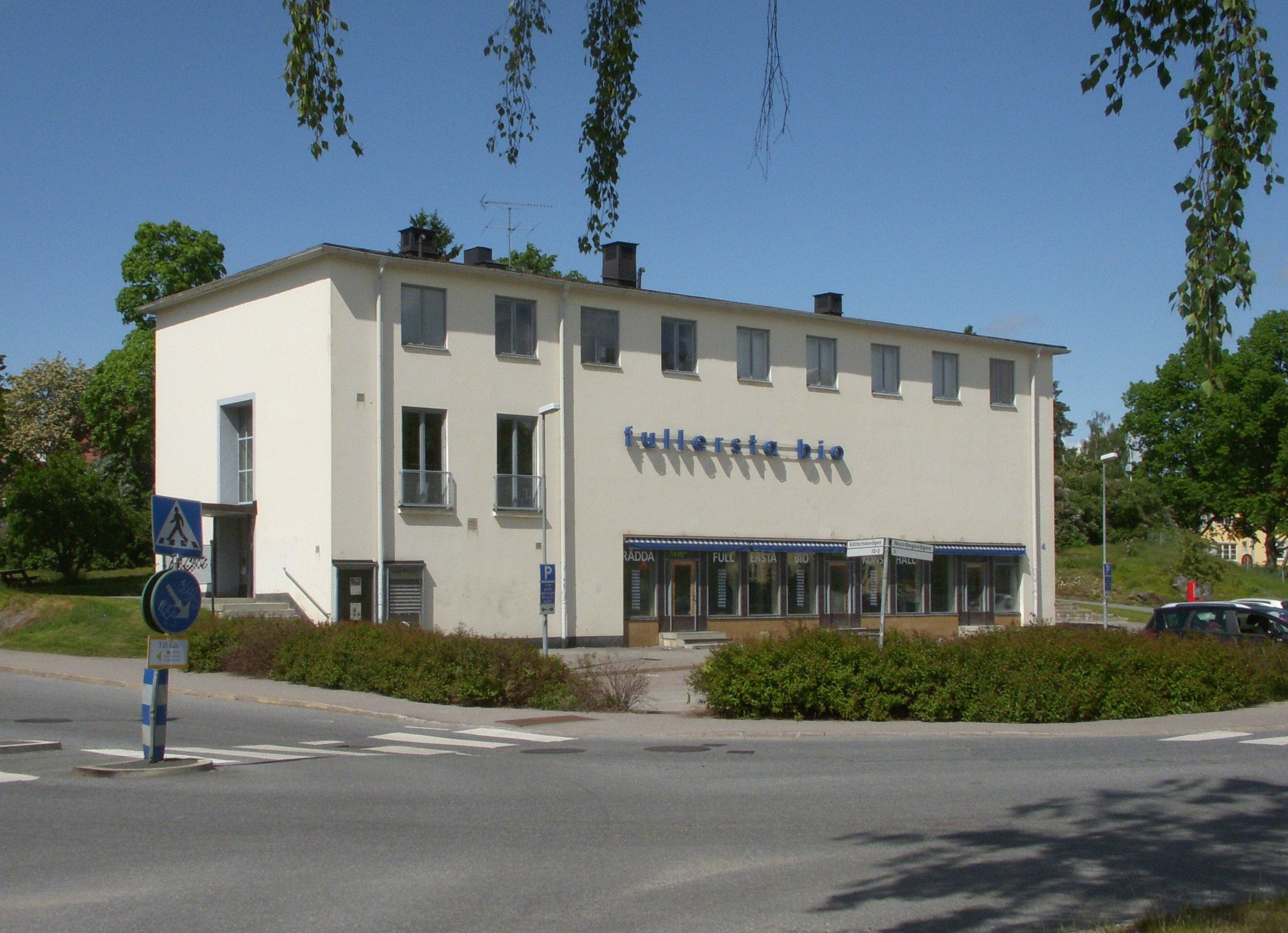
Fullersta bio från 1932
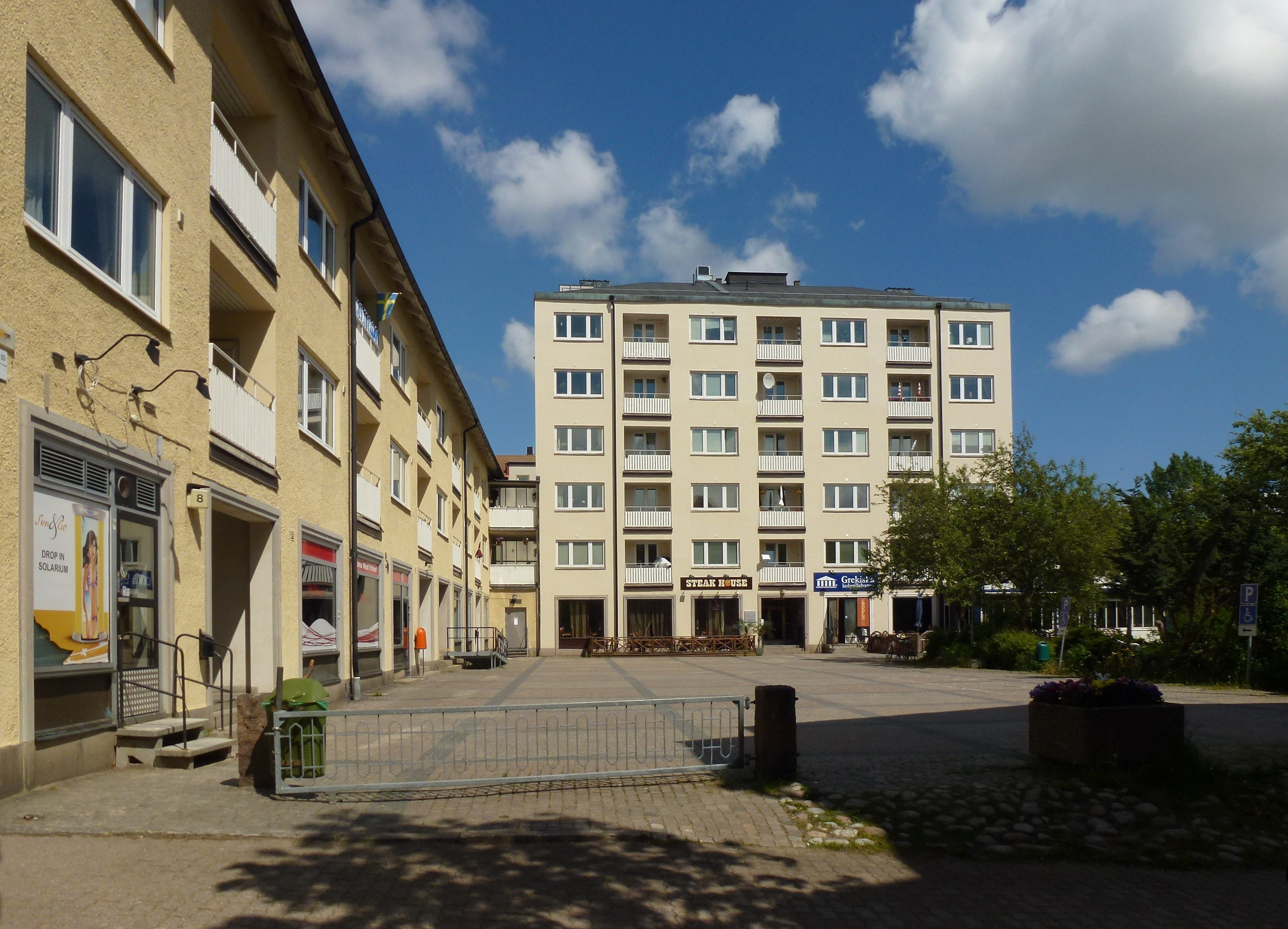
Fullersta torg